# Маєток Месаксуді
Маєток Месаксуді — особняк парадного типу у стилі модерн кінця 19 століття з двоповерховим флігелем; побудований тютюновим фабрикантом Петром Костянтиновичем Месаксуді, що походив із сім'ї грецьких переселенців. Сьогодні приміщення будинку займає один із найстаріших археологічних музеїв Криму і України — Керченський історико-археологічний музей. Пам'ятка архітектури розташована в місті Керч, АР Крим за адресою вул. Свердлова, 16.Цей географічний об'єкт розташований на території тимчасово окупованого півострова Крим. Згідно з адміністративним поділом України, на території Криму розташовуються регіони України Автономна Республіка Крим і місто зі спеціальним статусом Севастополь.

## Історія
Маєток, названий на честь роду Месаксуді, звів для себе у 1893 Констянтин Месаксуді. Він походив із сім'ї грецьких переселенців із Османської імперії. У Криму він відкрив тютюнові фабрики, магазини та лікарню і був одним із найбагатших жителів Керчі. Архітектор під час будівництва вілли використовував стиль модерн, що ззовні надавало будівлі схожості із англійським замком. Після смерті Месаксуді уся власність дісталась його дев'ятьом дітям. Син Петро отримав цей Маєток та декілька фабрик у різних точках Криму загальною площею близько 145 тис. м². У 1920 маєток було націоналізовано і в 1922 передано керченському музею.

## Сучасний етап
Як і в минулому, сьогодні маєток розташований у центральній частині міста, виділяється своєю архітектурою, має великі кімнати, підвальний поверх зі зводами, внутрішній дворик і додаткові будівлі — усе це відповідає потребам головного науково-культурного закладу міста, Керченського історико-археологічного музею.